# Richfield (Idaho)
Richfield is een plaats (city) in de Amerikaanse staat Idaho, en valt bestuurlijk gezien onder Lincoln County.

## Demografie
Bij de volkstelling in 2000 werd het aantal inwoners vastgesteld op 412.
In 2006 is het aantal inwoners door het United States Census Bureau geschat op 430, een stijging van 18 (4,4%).

## Geografie
Volgens het United States Census Bureau beslaat de plaats een oppervlakte van
1,7 km², geheel bestaande uit land. Richfield ligt op ongeveer 1310 m boven zeeniveau.

## Plaatsen in de nabije omgeving
De onderstaande figuur toont nabijgelegen plaatsen in een straal van 48 km rond Richfield.